# بينيت وونغ
بينيت وونغ هو طبيب نفسي كندي، ولد في 16 يوليو 1930 في Strasbourg, Saskatchewan ‏ في كندا، وتوفي في 25 سبتمبر 2013 في كولومبيا البريطانية في كندا.